# Millery (Roine)
Millery és un municipi francès situat al departament del Roine i a la regió d'Alvèrnia-Roine-Alps. L'any 2007 tenia 3.475 habitants.

## Demografia

### Població
El 2007 la població de fet de Millery era de 3.475 persones. Hi havia 1.273 famílies de les quals 220 eren unipersonals (86 homes vivint sols i 134 dones vivint soles), 460 parelles sense fills, 543 parelles amb fills i 50 famílies monoparentals amb fills.
La població ha evolucionat segons el següent gràfic:
Habitants censats

### Habitatges
El 2007 hi havia 1.387 habitatges, 1.291 eren l'habitatge principal de la família, 28 eren segones residències i 68 estaven desocupats. 1.190 eren cases i 191 eren apartaments. Dels 1.291 habitatges principals, 1.000 estaven ocupats pels seus propietaris, 255 estaven llogats i ocupats pels llogaters i 36 estaven cedits a títol gratuït; 14 tenien una cambra, 51 en tenien dues, 162 en tenien tres, 328 en tenien quatre i 736 en tenien cinc o més. 1.076 habitatges disposaven pel capbaix d'una plaça de pàrquing. A 432 habitatges hi havia un automòbil i a 786 n'hi havia dos o més.

### Piràmide de població
La piràmide de població per edats i sexe el 2009 era:
| Homes | Edats   | Dones |
| ----- | ------- | ----- |
| 0     | 95 o +  | 0     |
| 8     | 90 a 94 | 4     |
| 0     | 85 a 89 | 32    |
| 12    | 80 a 84 | 8     |
| 40    | 75 a 79 | 36    |
| 36    | 70 a 74 | 56    |
| 76    | 65 a 69 | 60    |
| 80    | 60 a 64 | 112   |
| 88    | 55 a 59 | 92    |
| 152   | 50 a 54 | 144   |
| 120   | 45 a 49 | 112   |
| 120   | 40 a 44 | 152   |
| 184   | 35 a 39 | 160   |
| 88    | 30 a 34 | 120   |
| 60    | 25 a 29 | 64    |
| 68    | 20 a 24 | 100   |
| 144   | 15 a 19 | 96    |
| 184   | 10 a 14 | 128   |
| 184   | 5 a 9   | 96    |
| 80    | 0 a 4   | 92    |

## Economia
El 2007 la població en edat de treballar era de 2.283 persones, 1.677 eren actives i 606 eren inactives. De les 1.677 persones actives 1.582 estaven ocupades (854 homes i 728 dones) i 96 estaven aturades (44 homes i 52 dones). De les 606 persones inactives 194 estaven jubilades, 242 estaven estudiant i 170 estaven classificades com a «altres inactius».

### Ingressos
El 2009 a Millery hi havia 1.324 unitats fiscals que integraven 3.645,5 persones, la mediana anual d'ingressos fiscals per persona era de 25.458 €.

### Activitats econòmiques
Dels 176 establiments que hi havia el 2007, 2 eren d'empreses extractives, 2 d'empreses alimentàries, 4 d'empreses de fabricació de material elèctric, 17 d'empreses de fabricació d'altres productes industrials, 30 d'empreses de construcció, 26 d'empreses de comerç i reparació d'automòbils, 5 d'empreses de transport, 6 d'empreses d'hostatgeria i restauració, 7 d'empreses d'informació i comunicació, 8 d'empreses financeres, 13 d'empreses immobiliàries, 30 d'empreses de serveis, 19 d'entitats de l'administració pública i 7 d'empreses classificades com a «altres activitats de serveis».
Dels 40 establiments de servei als particulars que hi havia el 2009, 1 era una oficina de correu, 1 una oficina bancària, 2 tallers de reparació d'automòbils i de material agrícola, 1 autoescola, 5 paletes, 3 guixaires pintors, 2 fusteries, 6 lampisteries, 6 electricistes, 3 perruqueries, 5 restaurants, 4 agències immobiliàries i 1 saló de bellesa.
Dels 8 establiments comercials que hi havia el 2009, 1 era una gran superfície de material de bricolatge, 1 una botiga de més de 120 m², 2 fleques, 1 una carnisseria, 1 una llibreria, 1 una perfumeria i 1 una floristeria.
L'any 2000 a Millery hi havia 32 explotacions agrícoles que ocupaven un total de 240 hectàrees.

## Equipaments sanitaris i escolars
L'únic equipament sanitari que hi havia el 2009 era una farmàcia.
El 2009 hi havia 1 escola maternal i 2 escoles elementals.

## Poblacions més properes
El següent diagrama mostra les poblacions més properes.